# Lịch sử hình học

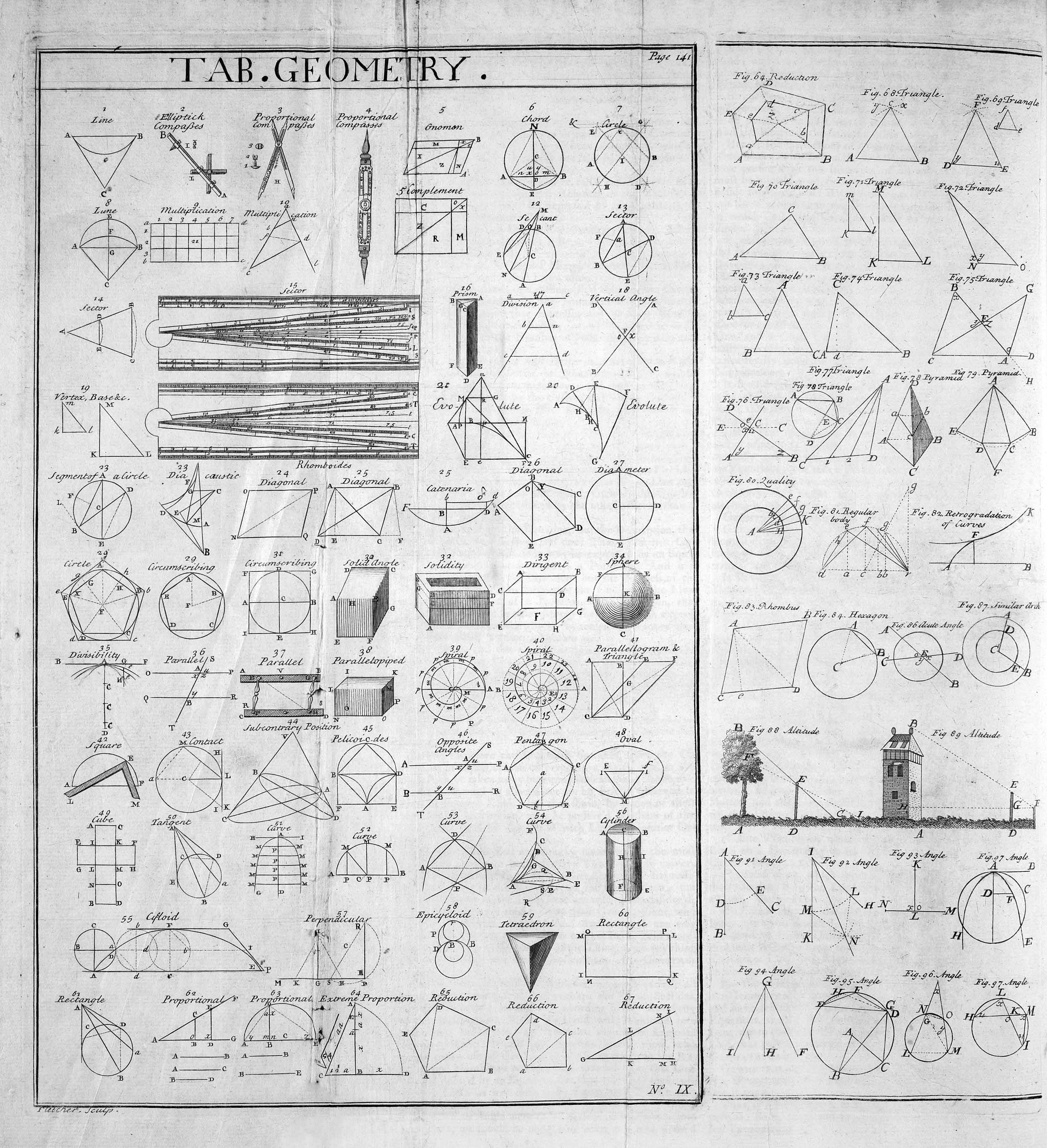
Bảng các yếu tố trong hình học, trích từ cuốn Cyclopaedia năm 1728.

Hình học (geometry) bắt nguồn từ tiếng Hy Lạp cổ: γεωμετρία; geo- "đất", -metron "đo đạc", nghĩa là đo đạc đất đai, là ngành toán học nghiên cứu các liên hệ không gian. Cùng với số học, hình học là một trong hai ngành toán học được con người nghiên cứu từ thời cổ đại.
Hình học cổ điển tập trung vào xây dựng các hình dựa trên compa và thước kẻ. Euclid đã cách mạng hóa hình học bằng cách giới thiệu phương pháp chứng minh toán học và các tiên đề mà  ngày nay vẫn còn sử dụng. Cuốn sách của ông, Các yếu tố (The Elements) được coi là sách giáo khoa có ảnh hưởng nhất mọi thời đại, và được tất cả những người có học ở phương Tây học tập cho đến giữa thế kỷ 20.
Trong thời hiện đại, khái niệm hình học đã được khái quát hóa đến một mức độ trừu tượng cao và phức tạp. Hình học trở thành đối tượng của các phương pháp giải tích và đại số trừu tượng, do đó nhiều ngành hiện đại của hình học khác biệt nhiều đến mức không còn gì liên quan tới hình học cổ điển, như hình học đại số và hình học giải tích.
Với việc thay đổi tiên đề 5 trong hình học cổ điển do Euclid xây dựng nên và giữ nguyên 4 tiên đề đầu, hình học đã có các bước phát triển hiện đại với hình học phi Euclid, hình học Riemann và hình học elliptic.

## Hình học cổ đại

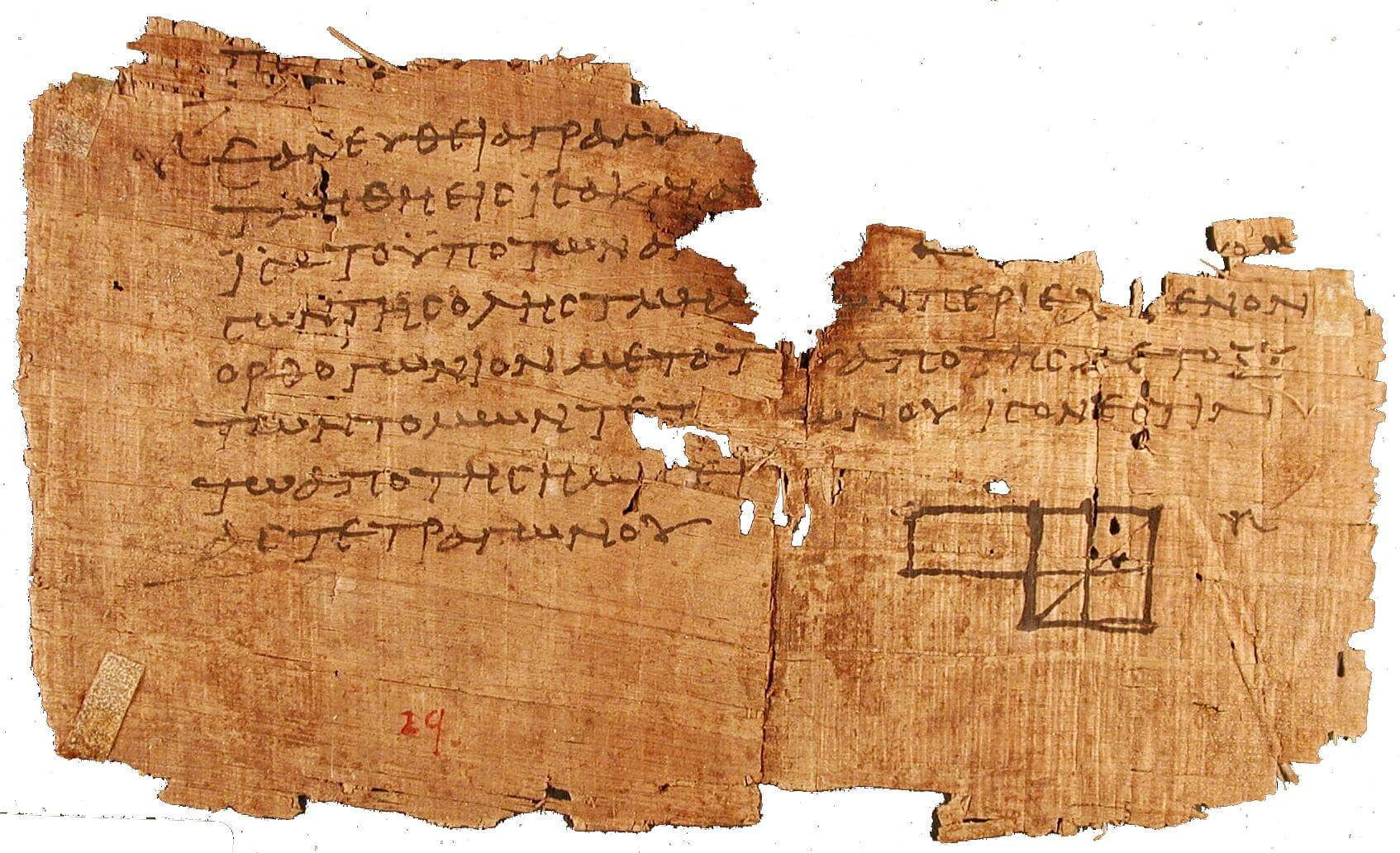
Một phần của tác phẩm "Cơ sở" của Euclid viết trên giấy lau sậy.

Sự khởi đầu ghi nhận sớm nhất của hình học bắt đầu từ thời cổ đại, khi con người khám phá hình tam giác tù trong Thung lũng Indus cổ đại (xem toán học thời Harappan), và Babylon cổ đại (xem toán học thời Babylon) từ khoảng 3000 năm TCN. Hình học cổ đại - một tập hợp các công thức thực nghiệm liên quan đến độ dài, góc, diện tích, và khối lượng - được phát triển để đáp ứng một số nhu cầu thực tế trong khảo sát, xây dựng, thiên văn học, nông nghiệp và hàng loạt ngành nghề khác nhau. Trong số đó có một số công thức phức tạp đến mức đáng ngạc nhiên, và một nhà toán học hiện đại cũng khó mà chứng minh được các công thức trên nếu không sử dụng vi phân hay tích phân. Ví dụ: cả người Ai Cập và người Babylon đã nhận thức được các phiên bản của định lý Pythagore khoảng 1500 năm trước Pythagoras; người Ai Cập đã có một công thức chính xác cho thể tích của một hình chóp cụt của một kim tự tháp vuông.

### Hình học cổ đại Ai Cập
Từ bốn nghìn năm trước công nguyên, trong đời sống hàng ngày con người đã tiếp xúc với những vấn đề đo đạc. Mỗi lần nước lụt từ các sông, đặc biệt là sông Nile tràn vào đồng ruộng, phù sa lắng xuống tạo thành các mảnh đất màu mỡ lấp kín các bờ ngăn. Khi nước rút đi người ta phải chia lại ruộng đất. Điều đó đòi hỏi con người phải có một số kiến thức nhất định về hình học.
Khi mùa màng đã thu hoạch xong, phải đong thóc gạo. Người Ai Cập chọn một cái thùng có dung tích được thừa nhận làm đơn vị rồi lường xem số thóc thu hoạch được gồm bao nhiêu thùng như vậy. Đó chính là phương pháp xác định các thể tích đầu tiên nó đưa đến vấn đề tương quan giữa các thể tích của nhiều vật thể khác nhau.
Những bản di cảo thời cổ Ai Cập và cổ Babilon còn lại ngày nay cho chúng ta thấy rằng hai nghìn năm trước công nguyên loài người đã biết tính diện tích các hình tam giác, hình chữ nhật, hình thang và tính gần đúng diện tích hình tròn. Họ cũng biết công thức tính thể tích các hình lập phương, hình trụ, hình nón, hình tháp và hình tháp cụt.
Trong các sách toán viết bằng giấy lau sậy tại Moscow (MMP - Moscow Mathematical Papyrus) và sách toán viết trên giấy lau sậy Rhind (RMP - Rhind Mathematical Papyrus) còn lưu lại đến ngày nay có các công thức sau:
| Hình          | Nguồn thông tin | Công thức (với cách biểu diễn hiện đại) |
| ------------- | --- | --- |
| tam giác      | Bài toán số 51 (RMP) và các bài toán số 4, 7 and 17 của MMP.                                                                                         | {\displaystyle A={\frac {1}{2}}bh} b = đáy, h = chiều cao |
| hình chữ nhật | Bài toán số 49 của RMP and bài toán số 6 của MMP. Công thức tương tự cũng được tìm thấy trong sách toán viết trên giấy lau sậy của Lahun tại London. | {\displaystyle A=bh} b = đáy, h = chiều cao |
| hình tròn     | Bài toán số 51 của RMP và các bài toán số 4, 7 and 17 của MMP                                                                                        | {\displaystyle A={\frac {1}{4}}({\frac {256}{81}})d^{2}} d= đường kính. Công thức này tính xấp xỉ 256/81 = 3.16049... cho số {\displaystyle \pi =3.14159...}, với sai số ~0.63%. |